# 美国人事管理局
美国联邦人事管理局（英語：United States Office of Personnel Management，简称）是美国联邦政府负责管理公务人员的独立机构。该局拟定联邦人力资源政策，监督、支持联邦政府雇员、退休人员及其家属的医疗保健（FEHB）、人寿保险（FEGLI）以及退休福利（公务员退休制度 CSRS / FERS，但不包括节俭储蓄计划 TSP）。
该局由局长领导，局长由总统提名并由参议院确认。

## 历史
1883年，彭德尔顿法案成立美国联邦公务员委员会。1979年1月1日，该委员会被撤销，联邦人事管理局取而代之，法源为1978年公务员改革法案和1978年第2号重组计划 (43 FR 36037, 92 Stat. 3783)。
1996年，本局的搜索部门被私有化，并成立了美国新闻署。

## 功能
根据其官方网站，人事管理局的任务是“招募、保有和表彰为美国人民服务的世界一流队伍”。 本局负责维护行政法体系中的独立性和中立性。从技术上来说，行政法法官（或称听证官）由本局独家雇用，从而实际上消除了其他机构的任何自由裁量雇用程序。在1978年《公务员改革法案》中，重申了联邦行政程序法中禁止对行政法法官进行绩效评估的规定，将行政法法官排除于适用绩效评估的“雇员”概念之外，以维护“目前为行政法法官提供保护的系统”。行政法法官的分级和薪资水平，也由人事管理局确定。每有行政法法官出缺，本局使用严格的选拔流程拟出三个候选人名单，然后从这些候选人中决定，通常优先考虑退伍军人。
人事管理局还负责美国政府安全审查的大部分管理工作（国家背景调查局进行了这些调查）。各行政部门单独的安全过关标准被整合成一个全政府通用标准，美国核能管理委员会仍保留单独标准。人事管理局负责调查个人，以给予他们机密和绝密密级许可。 但敏感分割信息仍由特定机构管理。
人事管理局还负责公务员退休制度(FERS\CSRS)雇员的退休申请。 本局对联邦雇员全勤和残疾退休案做出决定。 本局还监督联邦雇员健康福利项目(FEHB)和人寿保险(FEGLI)，联邦雇员的健康保险和人寿保险计划。但是，本局并不监督节俭储蓄计划(TSP)，TSP由另一联邦独立机构美国联邦退休储蓄投资委员会处理。

## 周转基金
人事管理局周转基金被称为其“服务费”业务，它将联邦预算资金从各个联邦机构转移到本局人力资源（HR）服务。在2002–12年的10年中，该基金的资金增长了两倍。 该基金值金额有20亿美元，几乎等于人事管理局预算的全部（占到90％）。
2013年7月，共和党得克萨斯州联邦众议员布雷克·法蘭索德主导通过了《人事管理局监察长办公室法案》。 该法案将加强对基金的监督。 法蘭索德提出该法案是为了回应欺诈指控和表达对安全审查背景调查的担忧。 该法案规定将由周转基金来支持调查、监督活动和审计的开支。 2014年2月，奥巴马总统签署了该法案，使成为法律。
该基金的历史可以追溯到1980年代初，当时被用于两项主要活动：对政府人员的培训和背景调查。

## 历任局长
| 任次 | 姓名 (主席)                 | 照片 | 任期           | 任期          | 由指定         |
| ---- | --------------------------- | ---- | -------------- | ------------- | -------------- |
| 1    | 阿兰·K·坎贝尔               |      | 1979年1月2日   | 1981年1月20日 | 吉米·卡特      |
| 2    | 唐纳德·J·迪瓦恩             |      | 1981年3月23日  | 1985年3月25日 | 罗纳德·里根    |
| #    | Loretta Cornelius（代理）   |      | 1985年3月26日  | 1985年8月21日 | 罗纳德·里根    |
| 3    | 康斯坦斯·霍纳               |      | 1985年8月22日  | 1989年5月10日 | 罗纳德·里根    |
| 4    | 康斯坦斯·贝里·纽曼          |      | 1989年6月8日   | 1992年6月30日 | 乔治·沃克·布什 |
| 5    | James B. King               |      | 1993年4月7日   | 1997年9月1日  | 比尔·克林顿    |
| 6    | 珍妮丝·拉钱斯               |      | 1997年11月12日 | 2001年1月20日 | 比尔·克林顿    |
| #    | Steven R. Cohen（代理）     |      | 2001年1月20日  | 2001年7月11日 | 乔治·布什      |
| 7    | 凯·科尔斯·詹姆斯            |      | 2001年7月11日  | 2005年1月31日 | 乔治·布什      |
| #    | Dan G. Blair（代理）        |      | 2005年2月1日   | 2005年6月27日 | 乔治·布什      |
| 8    | 琳达·斯普林格               |      | 2005年6月28日  | 2008年8月13日 | 乔治·布什      |
| #    | Michael Hager（代理）       |      | 2008年8月14日  | 2009年1月22日 | 乔治·布什      |
| #    | Kathie Ann Whipple（代理）  |      | 2009年1月23日  | 2009年4月12日 | 贝拉克·奥巴马  |
| 9    | 约翰·贝里                   |      | 2009年4月13日  | 2013年4月13日 | 贝拉克·奥巴马  |
| #    | 伊莱恩·卡普兰（代理）       |      | 2013年4月15日  | 2013年11月4日 | 贝拉克·奥巴马  |
| 10   | 凯瑟琳·阿库莱塔             |      | 2013年11月4日  | 2015年7月10日 | 贝拉克·奥巴马  |
| #    | 贝丝·科伯特（代理）         |      | 2015年7月10日  | 2017年1月19日 | 贝拉克·奥巴马  |
| #    | Kathleen McGettigan（代理） |      | 2017年1月19日  | 2018年3月9日  | 唐纳德·特朗普  |
| 11   | 杰夫·田汉朋                 |      | 2018年3月9日   | 2018年10月5日 | 唐纳德·特朗普  |
| #    | 玛格丽特·韦彻特（代理）     |      | 2018年10月5日  | 2019年9月16日 | 唐纳德·特朗普  |
| 12   | Dale Cabaniss               |      | 2019年9月16日  | 2020年3月17日 | 唐纳德·特朗普  |
| #    | Michael Rigas（代理）       |      | 2020年3月18日  | 2021年1月20日 | 唐纳德·特朗普  |
| #    | Kathleen McGettigan（代理） |      | 2021年1月20日  | 2021年6月24日 | 喬·拜登        |
| 13   | 阿胡賈                      |      | 2021年6月24日  | 2025年1月20日 | 喬·拜登        |
| #    | 空缺                        |      | 2025年1月20日  |               | 唐纳德·特朗普  |